# Velika nagrada Kitajske 2008
Velika nagrada Kitajske 2008 je bila sedemnajsta dirka Svetovnega prvenstva Formule 1 v sezoni 2008. Odvijala se je 18. oktobra 2008 na dirkališče Shanghai International Circuit.

## Rezultati

### Kvalifikacije
* - kazen.
| Poz | Št | Dirkač               | Konstruktor         | 1. del   | 2. del   | 3. del   | Št. m. |
| --- | -- | -------------------- | ------------------- | -------- | -------- | -------- | ------ |
| 1   | 22 | Lewis Hamilton       | McLaren-Mercedes    | 1:35,566 | 1:34,947 | 1:36,303 | 1      |
| 2   | 1  | Kimi Räikkönen       | Ferrari             | 1:35,983 | 1:35,355 | 1:36,645 | 2      |
| 3   | 2  | Felipe Massa         | Ferrari             | 1:35,971 | 1:35,135 | 1:36,889 | 3      |
| 4   | 5  | Fernando Alonso      | Renault             | 1:35,769 | 1:35,461 | 1:36,927 | 4      |
| 5   | 23 | Heikki Kovalainen    | McLaren-Mercedes    | 1:35,623 | 1:35,216 | 1:36,930 | 5      |
| 6   | 10 | Mark Webber          | Red Bull–Renault    | 1:36,238 | 1:35,686 | 1:37,083 | 16*    |
| 7   | 3  | Nick Heidfeld        | BMW Sauber          | 1:36,224 | 1:35,403 | 1:37,201 | 9*     |
| 8   | 15 | Sebastian Vettel     | Toro Rosso-Ferrari  | 1:35,752 | 1:35,386 | 1:37,685 | 6      |
| 9   | 11 | Jarno Trulli         | Toyota              | 1:36,104 | 1:35,715 | 1:37,934 | 7      |
| 10  | 14 | Sébastien Bourdais   | Toro Rosso-Ferrari  | 1:36,239 | 1:35,478 | 1:38,885 | 8      |
| 11  | 6  | Nelson Piquet Jr.    | Renault             | 1:36,029 | 1:35,722 |          | 10     |
| 12  | 4  | Robert Kubica        | BMW Sauber          | 1:36,503 | 1:35,814 |          | 11     |
| 13  | 12 | Timo Glock           | Toyota              | 1:36,210 | 1:35,937 |          | 12     |
| 14  | 17 | Rubens Barrichello   | Honda               | 1:36,640 | 1:36,079 |          | 13     |
| 15  | 7  | Nico Rosberg         | Williams-Toyota     | 1:36,434 | 1:36,210 |          | 14     |
| 16  | 9  | David Coulthard      | Red Bull–Renault    | 1:36,731 |          |          | 15     |
| 17  | 8  | Kazuki Nakadžima     | Williams-Toyota     | 1:36,863 |          |          | 17     |
| 18  | 16 | Jenson Button        | Honda               | 1:37,053 |          |          | 18     |
| 19  | 20 | Adrian Sutil         | Force India-Ferrari | 1:37,730 |          |          | 19     |
| 20  | 21 | Giancarlo Fisichella | Force India-Ferrari | 1:37,739 |          |          | 20     |

### Dirka
| Poz | Št | Dirkač               | Konstruktor         | Krogi | Čas/Odstop  | Št. m. | Toč |
| --- | -- | -------------------- | ------------------- | ----- | ----------- | ------ | --- |
| 1   | 22 | Lewis Hamilton       | McLaren-Mercedes    | 56    | 1:31,57,403 | 1      | 10  |
| 2   | 2  | Felipe Massa         | Ferrari             | 56    | + 14,925 s  | 3      | 8   |
| 3   | 1  | Kimi Räikkönen       | Ferrari             | 56    | + 16,445 s  | 2      | 6   |
| 4   | 5  | Fernando Alonso      | Renault             | 56    | + 18,370 s  | 4      | 5   |
| 5   | 3  | Nick Heidfeld        | BMW Sauber          | 56    | + 28,923 s  | 9      | 4   |
| 6   | 4  | Robert Kubica        | BMW Sauber          | 56    | + 33,219 s  | 11     | 3   |
| 7   | 12 | Timo Glock           | Toyota              | 56    | + 41,722 s  | 12     | 2   |
| 8   | 6  | Nelson Piquet Jr.    | Renault             | 56    | + 56,645 s  | 10     | 1   |
| 9   | 15 | Sebastian Vettel     | Toro Rosso-Ferrari  | 56    | + 1:04,339  | 6      |     |
| 10  | 9  | David Coulthard      | Red Bull-Renault    | 56    | + 1:14,842  | 15     |     |
| 11  | 17 | Rubens Barrichello   | Honda               | 56    | + 1:25,061  | 13     |     |
| 12  | 8  | Kazuki Nakadžima     | Williams-Toyota     | 56    | + 1:30,847  | 17     |     |
| 13  | 14 | Sébastien Bourdais   | Toro Rosso-Ferrari  | 56    | + 1:31,457  | 8      |     |
| 14  | 10 | Mark Webber          | Red Bull-Renault    | 56    | + 1:32,422  | 16     |     |
| 15  | 7  | Nico Rosberg         | Williams-Toyota     | 55    | +1 krog     | 14     |     |
| 16  | 16 | Jenson Button        | Honda               | 55    | +1 krog     | 18     |     |
| 17  | 21 | Giancarlo Fisichella | Force India-Ferrari | 55    | +1 krog     | 20     |     |
| Ods | 23 | Heikki Kovalainen    | McLaren-Mercedes    | 49    | Pnevmatike  | 5      |     |
| Ods | 20 | Adrian Sutil         | Force India-Ferrari | 13    | Menjalnik   | 19     |     |
| Ods | 11 | Jarno Trulli         | Toyota              | 2     | Trčenje     | 7      |     |